# Perrigo
Perrigo est une entreprise américano-irlandaise du secteur pharmaceutique fabricant des génériques, fondée en 1887 et basée à Allegan, dans le Michigan. Elle fait partie des indices NASDAQ-100 et TA-25.

## Histoire
En novembre 2004, Perrigo annonce l'acquisition d'Agis Industries, une entreprise israélienne spécialisée dans les médicaments génériques, pour 818 millions de dollars. Après cette acquisition, Perrigo est coté à la Bourse de Tel-Aviv, faisant partie de l'indice TA-25.
En juillet 2013, Perrigo rachète l'entreprise irlandaise Élan pour 8,6 milliards de dollars, cette acquisition lui permettant de déplacer son siège fiscal en Irlande,.
En novembre 2014, Perrigo annonce l'acquisition de l'entreprise belge Omega Pharma pour 2,48 milliards d'euros.
En avril 2015, Mylan lance une offre d'acquisition sur Perrigo, pour 29 milliards de dollars. En novembre 2015, l'offre d'acquisition sur Perrigo de la part de Mylan se solde par un échec. En novembre 2015, AstraZeneca vend des licences sur certains médicaments concernant la maladie de Crohn à Perrigo pour 380 millions de dollars. En février 2017, Perrigo annonce la vente de ses droits sur le Tysabri, contre la sclérose en plaques, pour 2,85 milliards de dollars à Royalty Pharma, dans une politique générale de l'entreprise d'augmenter sa rentabilité à la suite de son refus d'être racheté.
En août 2018, Perrigo annonce la scission entre ses activités génériques et ses activités d'automédication.
En février 2021, Perrigo annonce la vente d'une partie de ses médicaments génériques pour 1,55 milliard de dollars à un fonds d'investissement.
En septembre 2021, Perrigo annonce l'acquisition de HRA Pharma de 2,1 milliards de dollars à des fonds d'investissement.